# ولفينشتاين: ذا أولد بلود

ملصق اللعبة قبل إصدارها في شهر مايو سنة 2015

ولفينشتاين : ذا أولد بلود (بالإنجليزية: Wolfenstein: The Old Blood)‏ ، هي لعبة فيديو من نوع أكشن، أنتجها ماشين جيمز السويدية، ونشرها شركة بيثيسدا الأمريكية، ينشر اللعبة بتاريخ 5 مايو 2015م، وتنبه الشركة الناشرة بأن قصة اللعبة وشخصياتها وأحداثها من نسيج الخيال.

## قصة اللعبة
تبدأ اللعبة بدخول بطل اللعبة شخصية المحارب الأمريكي اليهودي وليام بلاكوتش برفقة الضابط الجاسوس البريطاني ويسلي وهما متنكران في الزي العسكري النازي الإس إس (أعلى رتبة للجيش النازي) ، وهما يصلان إلى قلعة ولفينشتاين السرية في الحدود الألمانية النمساوية، وذلك في شهر مارس عام 1946، حيث يقوم بلاكوتش بتخريب المشروع النازي في قلعة ولفينشتاين التي تعود لعصر مملكة بورسيا الألمانية القديمة، وكان ذلك قبل عودة الحرب العالمية الثانية وانتصار النازيين فيها.

## شعاراتالنازية
ظهرت الشعارات النازية بشكل واضح في لعبة ولفينشتاين: ذا أولد بلود، والتي تشمل سواستيكا (الصليب المعقوف) ، وشعارات الإس إس التي يرتديها كبار الشخصيات في الحكومة النازية، والعلم الألماني في عهد أدولف هتلر، إلا أن النسخة الألمانية الخاصة المنفصلة عن النسخة العامة، وبسبب فرض الرقابة المشددة شملت مايلي:
- في النسخة الإنجليزية تظهر أن شخصية بطل اللعبة داخل الأراضي الألمانية القريبة من الحدود النمساوية، بينما النسخة الألمانية لا تظهر اسم الدولة واكتفاء عبارة «الجبال العالية في الحدود الغير بعيدة».
- ظهور ملصقات النازية الافتراضية في خلفيات اللعبة، واللبس العسكري وشعاراتها بشكل واقعي، بينما النسخة الألمانية تكتفي بوضع شعار لعبة ولفينشتاين مع شكل مثلث وهمي بجانب رقم 2 وشعار الذئب.[6][7][8][9]